# Kevin Berlín
Kevin Berlín Reyes (Veracruz, 25 de abril de 2001) es un clavadista mexicano que ha representado a México en distintas competencias deportivas. Integró la delegación mexicana en los Juegos Olímpicos de París 2024.

## Trayectoria
En 2017 participó en el Grand Prix FINA de Clavados, durante el segundo serial en Gatineau, Canadá, participó, junto a Randal Willars, en el evento masculino de clavados sincronizados desde la plataforma de 10 metros, llegando juntos a la cuarta posición, por otro lado durante el cuarto serial en Madrid, España, volvió a competir para ese mismo evento, ahora junto a José Balleza, consiguiendo el primer lugar además de participar en el evento individual masculino para el mismo tipo de clavados consiguiendo la segunda posición.
También en 2017 obtuvo junto a José Balleza el décimo lugar en el evento masculino de clavados sincronizados desde la plataforma de 10 metros en el Campeonato Mundial de Natación de 2017 celebrado en Budapest, Hungría. Repitió su participación en las ediciones de Gwangju 2019 y Fukuoka 2023, obteniendo el séptimo lugar junto con Iván García en el primer caso y el tercer lugar junto a Randal Willars en el segundo. En la edición de Doha 2024 consiguió una medalla de bronce en evento mixto de clavados sincronizados desde la plataforma de 10 metros junto con Alejandra Estudillo, quedó en cuarto lugar junto a Randal Willars en el evento masculino de clavados sincronizados desde la plataforma de 10 metros y quedó en décimo lugar en el evento masculino de clavados desde la plataforma de 10 metros.
En 2018 repitió su participación en el Grand Prix FINA de Clavados siendo sus mejores resultados, ambos conseguidos durante el primer serial en Rostock, Alemania, el sexto lugar en el evento mixto de clavados sincronizados y el tercero en el evento masculino de clavados sincronizados, ambos desde la plataforma de 10 metros estando acompañado por Gabriela Agúndez y Andrés Villareal respectivamente.
Ese mismo año participó en la Copa Mundial de Clavados de la FINA en su edición celebrada en Wuhan, China, obteniendo junto a Viviana del Ángel el decimoprimer lugar en el evento mixto de clavados sincronizados desde la plataforma de 10 metros, el cuarto lugar junto a Andrés Villarreal en el evento masculino de clavados sincronizados desde la plataforma de 10 metros y de manera individual el sexto lugar en el evento masculino de clavados sincronizados desde la plataforma de 10 metros. En 2024 volvió a participar junto con Randal Willars en esta competencia en el evento masculino de clavados sincronizados desde la plataforma de 10 metros obteniendo, en la primera parada en Montreal, Canadá, una medalla de plata y en la superfinal en Xi'an, República Popular China el quinto lugar.
También ha participado en la Serie Mundial de Clavados FINA en sus ediciones de 2018, 2019 y 2020, destacando en los tres casos en los eventos de clavados sincronizados desde la plataforma de 10 metros, todos ellos como parte del respectivo serial de la Serie en Montreal, Canadá, consiguiendo el cuarto lugar en 2018 junto a Viviana del Ángel en el evento mixto, el tercero junto a Andrés Villarreal en 2019 y el segundo junto a Iván García en 2020, en estos últimos dos casos dentro del evento masculino.
En 2019 participó en los Juegos Panamericanos de Lima en las que ganó medalla de oro al participar evento masculino de clavados desde la plataforma de 10 metros y junto con Iván García ganó otra medalla de oro, está vez en la prueba masculina de clavados sincronizados desde la plataforma de 10 metros.En 2023 volvió a participar en los Juegos Panamericanos, ahora en su edición en Santiago obteniendo junto con Randal Willars una medalla de oro en el evento masculino de clavados sincronizados desde la plataforma de 10 metros.
En 2021, compitió en el evento masculino de clavados sincronizados desde la plataforma de 10 metros de los Juegos Olímpicos de Verano de 2020 celebrados en Tokio, Japón teniendo como pareja a José Balleza quedando ambos en el cuarto lugar de dicha competencia. En 2024 participó en los Juegos Olímpicos de París 2024 en los eventos masculinos de clavados sincronizados desde la plataforma de diez metros, en donde quedó en cuarto lugar junto a Randal Willars, y de clavados desde la plataforma de diez metros en donde obtuvo el noveno lugar.

## Vida personal
En 2023, Kevin Berlín abrió un negocio de venta de café con el propósito de obtener ingresos rumbo a los Juegos Olímpicos de París 2024. El 20 de junio de ese año Berlín aseguró que, una vez concluido el Campeonato Mundial de Natación celebrado ese año,  presentaría una demanda junto con otros clavadistas en contra de la Comisión Nacional de Cultura Física y Deporte con el fin de que dicha institución reanudara el pago de las becas que habrían dejado de percibir a principios de ese año,dicha demanda fue resuelta de manera favorable a él en junio de 2024.
Durante su mencionada participación en el Campeonato Mundial de Natación de Fukuoka 2023, Berlín sufrió una lesión en el oído interno que debió ser atendida por médicos de la delegación de China, dicha lesión le impidió participar en la prueba individual de clavados desde la plataforma de 10 metros.